# Nagriamel
Nagriamel est un mouvement politique au Vanuatu. Il est parfois décrit comme le plus vieux mouvement politique du pays.

## Histoire
Nagriamel apparaît sur l'île d'Espiritu Santo au milieu des années 1960, dans ce qui est alors le condominium franco-britannique des Nouvelles-Hébrides. Sa raison d'être est de protester contre l'aliénation des terres autochtones par les colonisateurs. Son fondateur est Jimmy Stevens, travailleur sur les plantations coloniales. Il demande que les terres aliénées mais non exploitées soient restituées à leurs propriétaires autochtones coutumiers, tout en acceptant de reconnaître les intérêts des Européens dans les terres déjà mises en exploitation. Nagriamel est le premier grand mouvement de contestation à l'encontre des autorités coloniales, et reçoit le soutien de plusieurs milliers de personnes dans les îles du centre et du nord du pays. Il est par la suite dépassé par le Vanua'aku Pati, véritable parti politique anticolonial structuré, disposant de soutiens dans toute la colonie.
À mesure que le pays s'achemine vers l'indépendance, Nagriamel et le Vanua'aku Pati expriment des propositions différentes pour son avenir. Le Vanua'aku Pati veut un État souverain relativement centralisé, tandis que Nagriamel propose une confédération d'îles 'indépendantes', respectueuses de la pleine autonomie des différentes îles. Jimmy Stevens entre à l'Assemblée représentative coloniale à l'occasion d'une élection partielle en 1976, mais le Nagriamel ne prend pas part aux élections législatives de 1979 qui visent à instaurer un gouvernement de transition vers l'indépendance. Celles-ci sont un triomphe pour le Vanua'aku Pati, qui remporte une majorité absolue des sièges à l'Assemblée. L'indépendance de la colonie sous une forme unitaire et centralisée étant décidée, le résultat est une rébellion de la part de Nagriamel et d'autres mouvements régionalistes, qui proclament (séparément) la sécession des îles Espiritu Santo (sous le nom de Vemarana) et de Tanna. Jimmy Stevens et d'autres dirigeants de Nagriamel sont arrêtés et emprisonnés,,.
Au cours des années 1980, Nagriamel s'allie à l'Union des partis modérés, coalition de partis francophones élaborée en opposition au Vanua'aku Pati. Frankie Stevens, fils de Jimmy, est élu député d'Espiritu Santo aux élections législatives de 1991, qui portent l'UPM au pouvoir, trois mois après la libération de son père. Aux élections de 1995, le Nagriamel obtient un député, Edouard Melsul, dans la circonscription de Pentecôte.
Sa période de déclin, toutefois, se poursuit jusqu'au milieu des années 2000, lorsqu'une faction contestataire menée par Timothy Welles, appelée 'Nagriamel 2', remporte trois sièges sur dix-huit lors des élections législatives provinciales de Sanma en 2007. 'Nagriamel 2' se réconcilie ensuite avec le mouvement principal, et Nagriamel réunifié tient son premier congrès national en décembre 2007, dans le but de (re)devenir un mouvement politique national conséquent. Il obtient un siège au Parlement national lors des élections de 2008 : son candidat Havo Molisale est élu député de la circonscription de Malo/Aore. Il intègre le gouvernement de coalition du Premier ministre Edward Natapei (Vanua'aku Pati), et est nommé Ministre de l'Agriculture, des Ressources forestières et des Pêcheries. Le mouvement obtient un deuxième député à la suite d'une élection partielle en février 2009 : Ioane Simon, dans la circonscription d'Epi,. Simon rejoint toutefois ensuite le Parti travailliste.
Au début des années 2020, Frankie Stevens demeure le chef du Nagriamel.

## Représentation au Parlement
| Élection                       | Sièges          | Remarques                                                                 |
| ------------------------------ | --------------- | ------------------------------------------------------------------------- |
| 1975                           | pas de candidat |                                                                           |
| 1976 (législatives partielles) | 1 / 29          | Jimmy Stevens                                                             |
| 1977                           | 7 / 39          |                                                                           |
| 1979                           | pas de candidat |                                                                           |
| 1983                           | pas de candidat |                                                                           |
| 1987                           | pas de candidat |                                                                           |
| 1991                           | 1 / 46          | Frankie Stevens                                                           |
| 1995                           | 1 / 50          | Edouard Melsul                                                            |
| 1998                           | 0 / 52          |                                                                           |
| 2002                           | 0 / 52          |                                                                           |
| 2004                           | 0 / 52          |                                                                           |
| 2008                           | 1 / 52          | Havo Molisale. Un 2e député, Ioane Simon, élu dans une élection partielle |
| 2012                           | 3 / 52          | Havo Molisale, Samson Samsen, John Lum                                    |
| 2016                           | 3 / 52          | Havo Molisale, Samson Samsen, Jacob Mata                                  |
| 2020                           | 0 / 52          |                                                                           |
| 2022                           | 1 / 52          | Leonard Pikioune                                                          |

## Structure
Le mouvement est dirigé par un comité, et comporte trois comités inférieurs aux fonctions spécifiques : Le comité politique, qui gère la participation du mouvement à la vie politique du pays, et notamment la préparation de ses projets de lois ; le comité des terres autochtones, dont l'objectif est d'enregistrer et de protéger la propriété coutumière de toutes les terres du pays ; et le comité socio-économique, dont la fonction principale est d'entretenir des liens avec les gouvernements et investisseurs étrangers.

## Politiques
Nagriamel est aujourd'hui réconcilié avec les autorités nationales, au point de participer au gouvernement. Il ne prône plus une confédération d'îles indépendantes, et reconnaît la souveraineté du gouvernement à Port Vila sur l'ensemble du Vanuatu.
Nagriamel aujourd'hui apparaît principalement comme un mouvement chrétien conservateur. Sa campagne électorale en 2008 mit l'accent sur le maintien de l'ordre (demandant notamment la construction de nouvelles prisons) et la promotion du secteur privé. Il soutient le statut de paradis fiscal du pays. Toutefois, il est également en faveur de la gratuité de l'éducation et des soins de santé. Il condamne ce qu'il qualifie d'individualisme de la société contemporaine, et en appelle à la restauration des valeurs coutumières, à la fois ancestrales et chrétiennes. Le comité de direction du parti est par ailleurs chargé de veiller à ce que les politiques qu'il propose soient conformes aux Dix Commandements.

## Origine du nom
Marc Tabani, rapportant les explications fournies par Jimmy Stevens lui-même, précise que l'« étymologie [du nom Nagriamel] provient des noms de deux plantes aux divers usages rituels ou utilitaires : nangaria (Cordyline fruticosa) et namele (Cycas circinalis) », la première représentant selon Stevens la sérénité et le corps, et la seconde symbolisant les lois coutumières.
Selon l'ethnologue B. Hours :

« Le Nagriamel tire son nom de deux plantes : Nangaria (Cordyhe fruticosa) et Namélé (Cycas circimzlis). La feuille de Nangaria était utilisée comme cache sexe masculin par les man bush [les hommes de la brousse], avant l’apparition du calicot.

Le Namélé précisait le grade du porteur entre autres multiples significations. On le trouve actuellement sur les femmes en brousse, qui portent aussi des feuilles de Nangaria devant les parties génitales. Les hommes ne revêtent ces feuilles que lors des fêtes et des danses. Elles sont passées dans la ceinture. La feuille de Nangaria est un symbole féminin, comme cache sexe du premier homme elle est un élément important de la culture. La feuille de Cycus (namélé) est par contre un symbole masculin selon les informateurs. C’est par excellence le signe social symbole de la règle ou de la loi. À la fin des guerres traditionnelles entre villages, guerres ponctuées d’anthropophagie, la feuille de namélé signalait le retour à la paix et à l’ordre.

Il semble donc que l’union de ces deux feuilles insiste sur l’aspect d’ordre culturel humain par opposition au désordre, domaine de la nature et du déchaînement des forces anti-sociales dont l’anthropophagie et la guerre sont les sommets.  »

## Sources
- Tabani, Marc, 2001, Histoire politique du Nagriamel à Santo, Vanuatu, Journal de la Société des Océanistes 113 (2): 151-176,
- Kollig Erich, 1987, cargo and the construction of Utopia on Santo, Vanuatu: the Nagriamel movement, Journal de la Société des Océanistes 85 (2): 181-199,
- Hours, B., Un mouvement politico-religieux néo-hébridais, le Nagriamel, Orstom, 1974, 13 (3-4) : 227-242.